# Wehrbüsch
Wehrbüsch ist ein Weiler der Ortsgemeinde Dahnen im Eifelkreis Bitburg-Prüm in Rheinland-Pfalz.

## Geographische Lage
Wehrbüsch liegt rund 3,5 km nordöstlich des Hauptortes Dahnen auf einer Hochebene. Der Weiler ist von zahlreichen landwirtschaftlichen Nutzflächen sowie einem ausgedehnten Waldgebiet im Norden und Osten umgeben. Wehrbüsch weist die Struktur einer Streusiedlung auf. Es handelt sich um einzelne Gehöfte, die sich auf einer Länge von 2,3 km verteilen.
Der noch weiter nördlich von Dahnen liegende Hof Wehrbüsch trägt den gleichen Namen, zählt jedoch als Wohnplatz bereits zur Nachbargemeinde Sevenig (Our) und steht nicht in Verbindung mit dem Weiler Wehrbüsch.

## Geschichte
Zur genauen Entstehungsgeschichte des Weilers liegen keine Angaben vor. Es handelt sich um mehrere, vornehmlich landwirtschaftliche Gehöfte, die vermutlich unabhängig voneinander entstanden sind und später zum Weiler zusammengefasst wurden. Vor allem die große Distanz zwischen den Anwesen lässt Wehrbüsch nicht als eine geschlossene Siedlung erscheinen.
Wehrbüsch gehörte im Jahre 1843 als Wohnplatz von Dahnen zur Bürgermeisterei Dasburg und wurde von insgesamt sieben Menschen bewohnt.
Auf der Gemarkung von Wehrbüsch liegen mehrere untergegangene Weiler, die in die Zeit um 1850 datiert wurden. Es handelt sich um die Weiler Beim Belgier, Bei der weissen Geiss, Beim Leinenweber und Friedrichsseif.
Siehe auch: Liste der Wüstungen im Eifelkreis Bitburg-Prüm

## Kultur und Sehenswürdigkeiten

### Wegekreuz / Bunkeranlagen
Am nördlichen Ende des Weilers befindet sich Wegekreuz. Hierzu liegen keine näheren Angaben vor.
Auf der Gemarkung Wehrbüsch und in unmittelbarer Umgebung befinden sich eine Vielzahl von Bunkeranlagen des ehemaligen Westwalls. Es handelt sich um Bunker ohne Kampfräume sowie Bunker mit Schartenständen.

### Naherholung
Die Region um Dahnen ist für einige grenzüberschreitende Wanderwege bekannt.
Bis an das südliche Ende von Wehrbüsch verläuft der Wanderweg 1 des Naturpark Südeifel. Hierbei handelt es sich um einen rund 13,5 km langen Rundwanderweg von Dahnen in das Our-Tal entlang der Staatsgrenze zu Luxemburg. Highlights am Weg sind mehrere Aussichtspunkte, das Naturschutzgebiet Mittleres Ourtal sowie die zahlreichen ehemaligen Mühlen von Dahnen (heute Wohnplätze).
Bis an das nördliche Ende des Weilers führt zudem der Wanderweg „Irsenpfad“. Es handelt sich um einen Rundwanderweg mit einer Länge von rund 11,6 km. Ausgangspunkt ist der Wanderparkplatz in Wehrbüsch. Highlight der Wanderung ist die naturbelassene Landschaft entlang des Irsen.

## Wirtschaft und Infrastruktur

### Unternehmen
In Wehrbüsch wird ein Gasthaus betrieben.

### Verkehr
Es existiert eine regelmäßige Busverbindung.
Wehrbüsch ist teilweise durch die Kreisstraße 146 sowie durch die Landesstraße 1 von Dahnen in Richtung Sevenig (Our) erschlossen.